# Gracillina prosthenia
Gracillina prosthenia är en fjärilsart som beskrevs av George Francis Hampson 1924. Gracillina prosthenia ingår i släktet Gracillina och familjen nattflyn. Inga underarter finns listade i Catalogue of Life.